# 民主進步黨中國事務部
民主進步黨中國事務部，是中華民國政黨民主進步黨處理涉及中国大陆相關事務的下屬機構。2012年11月21日成立「民主進步黨中國事務委員會」（首任主席由黨主席蘇貞昌兼任），2015年1月21日中國事務委員會重新啟動。

## 背景
2012年11月，謝長廷的子弟兵莊瑞雄表示，本年謝長廷訪問中国大陆之後，“自信、勇敢地面對兩岸議題”成為黨內共識，這件事成了中國事務委員會建立的催化劑。

## 歷史
2013年12月30日，民主進步黨立法院黨團總召集人柯建銘透露，中國事務委員會首次開會時，坐在他旁邊的前總統府秘書長邱義仁開宗明義就問「台獨黨綱要不要處理」，結果大家你看我、我看你，就是沒有人敢回應。
2014年1月9日，中國事務委員會公布《中國事務委員會暨對中政策擴大會議2014對中政策檢討紀要》，表示：「我們是台灣人，台灣是一個主權獨立的國家，國號是中華民國，與中華人民共和國互不隸屬，未來台灣的前途，應由台灣的2,300萬人自行決定，此乃現階段台灣人民的最大共識。……珍惜並捍衛台灣自由、民主、開放的生活方式，已是最大的台灣共識。」

## 功能
中國事務委員會主要負責材料的收集与分析，以提供給民進黨處理和中国大陆之間關係的建議和意見。中國事務委員會廣納民進黨的精英和領袖，吸收不同派系的意見，輔正處理偏頗。

## 組成
委員和諮詢委員來自不同派系。
- 賴清德（現任中華民國總統兼民進黨主席）
- 蔡英文（曾任中華民國總統、大陸委員會主任委員）
- 蘇貞昌（曾任行政院院長）
- 謝長廷（曾任行政院院長、駐日代表）
- 游錫堃（曾任立法院院長、行政院院長、總統府秘書長）
- 柯建銘（現任立法委員兼民進黨立法院黨團總召）
- 陳菊（現任監察院院長，曾任高雄市市長、總統府秘書長）
- 邱義仁（現任新境界文教基金會副董事長，曾任總統府秘書長、國家安全會議秘書長、行政院秘書長、行政院副院長、台灣日本關係協會會長）
- 林佳龍（現任外交部部長，曾任總統府秘書長、總統府副秘書長、行政院新聞局局長、民進黨秘書長、立法委員、臺中市市長、交通部部長）
- 鄭文燦（曾任行政院副院長、行政院新聞局局長、桃園市市長）